# Nanogrammitis
Nanogrammitis, novi rod pravih paprati (papratnice) iz potporodice Grammitidoideae,. dio porodice Polypodiaceae, red Polypodiales. Opisan je u Taxon 72(5): 991–992. 2023. Tipična je vrsta Nanogrammitis holophlebia (Baker) Parris, Li Bing Zhang, X.M. Zhou & Liang Zhang, madagaskarski endem, nekada uključivan u rodove Polypodium i Grammitis. 
Postoji 7 vrsta rasprostranjenih po istočnoj Africi, Madagaskaru, Sejšelima i Mascarenima.

## Vrste
1. Nanogrammitis anisophylla (Rakotondr. & Parris) Parris
2. Nanogrammitis dauphinensis (Rakotondr. & Parris) Parris
3. Nanogrammitis holophlebia (Baker) Parris, Li Bing Zhang, X.M.Zhou & Liang Zhang
4. Nanogrammitis obtusa (Willd. ex Kaulf.) Parris, Li Bing Zhang, X.M.Zhou & Liang Zhang
5. Nanogrammitis pellucidovenosa (Bonap.) Parris, Li Bing Zhang, X.M.Zhou & Liang Zhang
6. Nanogrammitis pervillei (Mett. ex Kuhn) Parris, Li Bing Zhang, X.M.Zhou & Liang Zhang
7. Nanogrammitis synsora (Baker) Parris, Li Bing Zhang, X.M.Zhou & Liang Zhang

## Sinonimi
Nema.